# Јустус Александријски
Патријарх Јустус Александријски, био је шести патријарх и поглавар (папа) Александријске патријаршије.
Овај светитељ је био частан и учен човек и пре свог рукоположења. Крстио га је Свети Марко Јеванђелиста, заједно са његовим оцем, мајком и другима. Свети Марко га је такође именовао за првог декана катехистичке школе (теолошка школа) у Александрији. Свети Анијан, други патријарх, рукоположио га је за ђакона, затим свештеника, и поставио га да проповеда и подучава. Изабран је да наследи патријарха Примуса. Водио је своју паству током десет година. Преминуо је у старости 12. дана месеца паона 129. године, током шеснаесте године владавине цара Хадријана, а сахрањен је са својим прецима.